# Dietmar Thöni
Dietmar Thöni (ur. 19 stycznia 1968 r.) – austriacki narciarz alpejski. Nie startował na igrzyskach olimpijskich ani mistrzostwach świata. Najlepsze wyniki w Pucharze Świata osiągnął w sezonie 1992/1993, kiedy to zajął 44. miejsce w klasyfikacji generalnej.

## Sukcesy

### Puchar Świata

#### Miejsca w klasyfikacji generalnej
- 1991/1992 – 118.
- 1992/1993 – 44.
- 1993/1994 – 48.
- 1994/1995 – 69.
- 1995/1996 – 97.

#### Miejsca na podium
1. Kvitfjell – 21 marca 1993 (supergigant) – 3. miejsce